# Sölden (Schwarzwald)

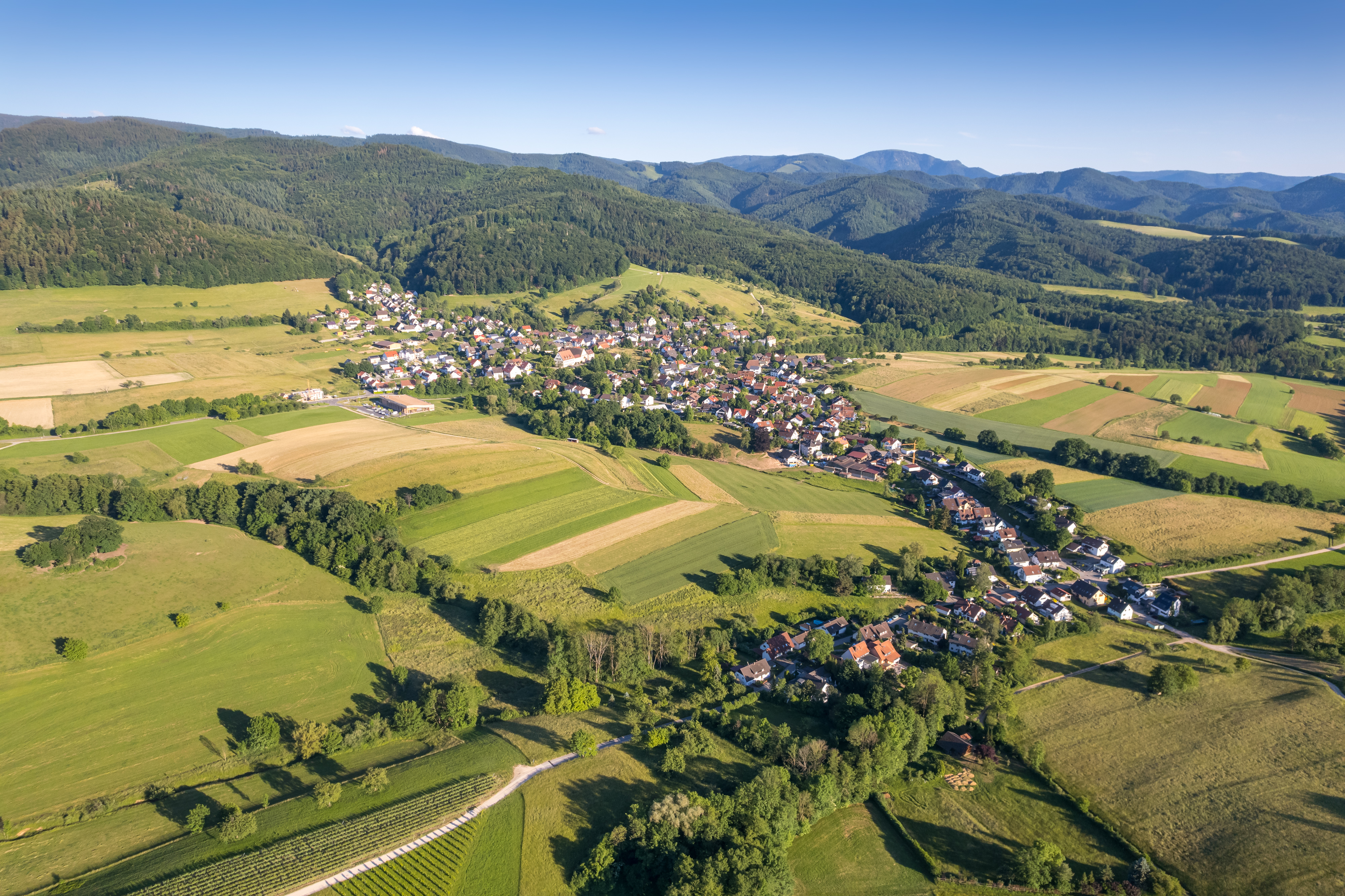
Luftaufnahme Sölden im Schwarzwald

Sölden (alemannisch Sailede) ist eine Gemeinde im Landkreis Breisgau-Hochschwarzwald, knapp zehn Kilometer südlich von Freiburg im Breisgau.

## Geographie

### Lage
Zwischen dem Schönberg-Hohfirstgebiet und dem Südschwarzwald, im Hexental gelegen, gehört Sölden sowohl zur sogenannten Vorbergzone als auch bereits zum Schwarzwald, da durch die Gemeinde die Hauptverwerfung zwischen Oberrheingraben und Schwarzwald verläuft. Nach der Höhe über dem Meeresspiegel erstreckt sich die hügelige Gemeinde vom tiefsten Punkt bei 318 m bis auf 732 m ü. NN.

### Gemeindegliederung
Zur Gemeinde Sölden gehören das Dorf Sölden und der Zinken Gaisbühl.

### Nachbargemeinden
Sölden grenzt im Nordwesten an die Gemeinde Ebringen, im Nordosten an Wittnau und im Süden an Bollschweil.

## Geschichte
Sölden wurde das erste Mal urkundlich im Jahr 805 n. Chr. als Marca Selidon erwähnt.

### Das Kloster
Um 1087 hatte der Prior Ulrich von Zell (1080er Jahre–1093) das cluniazenische Priorat Grüningen nach Zell im Möhlintal, dem späteren St. Ulrich, verlegt. In der Nachbarschaft dieses Klosters, in Bollschweil, gründete Ulrich nur kurze Zeit später eine Nonnengemeinschaft, die 1115 nach Sölden ins Schwarzwälder Hexental verlegt wurde. Sölden war als Priorat direkt der Abtei Cluny unterstellt, de facto übte das Priorat St. Ulrich jedoch die Oberaufsicht aus. Etwa 13 bis 20 Nonnen lebten damals unter der Leitung eines Propstes, der vom Mutterkloster Cluny eingesetzt wurde, in diesem Kloster. Nach einem Brand von Kirche und Kloster im Jahr 1468 zerfiel die klösterlicher Ordnung, um 1500 gab es in Sölden keinen Frauenkonvent mehr. Ab 1546/1547 wurde die Propstei vom Kloster St. Georgen verwaltet und ging 1560 an die Abtei St. Peter über, der sie erst 1598 endgültig eingegliedert wurde. Im Dreißigjährigen Krieg brannte es erneut in der Kirche. Nach einem weiteren Brand im Jahr 1746 wurde die gotische Kirche in barockem Stil umgestaltet. Die Säkularisation 1807 erfasste auch die geistliche Gemeinschaft in Sölden und führte zur Aufhebung des Klosters.
Die Söldener Grundherrschaft war nicht besonders umfangreich und konzentrierte sich im Breisgau, die (Schirm-)Vogtei war mit derjenigen des Priorats St. Ulrich verbunden.
Sölden ist Mitglied der Fédération des Sites Clunisiens, einer europäischen Vereinigung von Orten, die mit der Geschichte des Klosters Cluny verbunden sind.
Pröpste von Sölden
| - Stefan (1261) - Rudolf Ecklin (1514–1541) - Johann Maternus Roth (1570, 1580) - Christoph Sutter (1581) - Gallus Vögelin (1596) - Michael Stöcklin (1597) - Johann Jakob Pfeiffer (vor 1601–1610) - Johannes Schwab (1612, 1635?) - Matthäus Welzenmüller (1624?–1637) - Johann Baptist Heinold (1672–1692) | - Placidus Steiger (1692–1705) - Ulrich Bürgi (1705–1712) - Gregor Gerwig (1712, 1716) - Heinrich Füegl (1718) - Aemilian Kaufmann (1723, 1730) - Cajetan Hildtprandt (1744, 1746) - Franz Dreer (1756) - Ulrich van der Lew (1776–1786) - Paul Hendinger (1786–1807) |

### Einwohnerentwicklung
| Jahr      | 1871 | 1939 | 1961 | 1970 | 1995 | 2005 | 2010 | 2015 | 2021 |
| Einwohner | 327  | 381  | 611  | 813  | 1088 | 1191 | 1167 | 1281 | 1288 |

(Angaben der Gemeinde)

## Politik

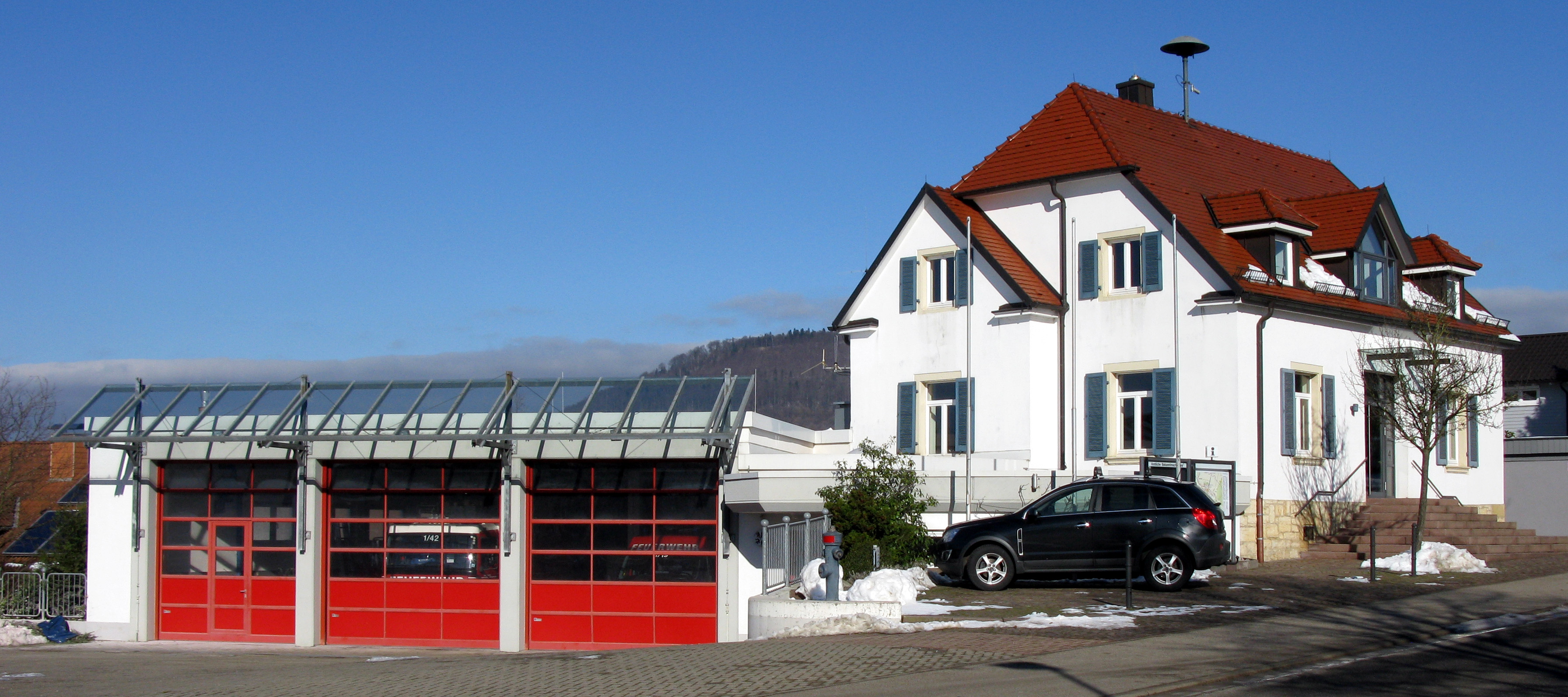
Rathaus mit Feuerwehrhaus

### Gemeinderat
Der Gemeinderat von Sölden verfügt über 10 Sitze. Zusätzliches Mitglied und stimmberechtigter Vorsitzender ist der Bürgermeister. Die Gemeinderatswahl am 9. Juni 2024 führte bei einer Wahlbeteiligung von 82,5 % (+ 3,8 %p) zu folgendem Ergebnis:
| Partei / Liste     | Stimmenanteil | +/− %p | Sitze | +/− |
| ------------------ | ------------- | ------ | ----- | --- |
| CDU                | 25,7 %        | + 8,3  | 3     | + 1 |
| Bürgerliste Sölden | 51,4 %        | − 3,4  | 5     | ± 0 |
| Grüne              | 22,8 %        | − 5,0  | 2     | − 1 |
| Gesamt             | 100 %         |        | 10    | ± 0 |

- Nach der Kommunalwahl am 26. Mai 2019 erhielt bei einer Wahlbeteiligung von 78,7 % die Bürgerliste Sölden (Stimmenanteil 54,8 %) fünf Sitze, die Grüne Liste Sölden (27,8 %) drei  Sitze und die CDU (17,4 %) zwei Sitze.[4]

### Bürgermeister
Am 19. April 2009 wurde der Diplom-Verwaltungswirt Markus Rees im zweiten Wahlgang mit 51,76 Prozent der abgegebenen gültigen Stimmen bei einer Wahlbeteiligung von 67,42 Prozent zum Bürgermeister gewählt. Er erhielt 22 Stimmen mehr als sein Mitbewerber Michael Baumann, auf den 48,24 Prozent der abgegebenen Stimmen entfielen. Am 12. März 2017 wurde er mit 81 Prozent der gültigen Stimmen in seinem Amt bestätigt. Am 16. März 2025 wurde er mit 94,5 Prozent der Stimmen für eine dritte Amtszeit wiedergewählt.

### Verwaltungsgemeinschaft
Die Gemeinde ist Mitglied der Verwaltungsgemeinschaft Hexental, zu der auch die Gemeinden Merzhausen (Sitz der VG), Au, Horben und Wittnau gehören.

## Religion
Etwa 73 % der Einwohner gehören der katholischen Kirche an. Die Pfarrgemeinde St. Fides und Markus gehört seit 2006 mit sieben anderen Pfarreien der Seelsorgeeinheit „Oberes Möhlintal“ an; etwa 16 % der Söldener sind evangelischen Glaubens und gehören zur Pfarrei Merzhausen; der Rest gehört anderen Bekenntnissen an oder ist konfessionslos.

## Kultur und Sehenswürdigkeiten

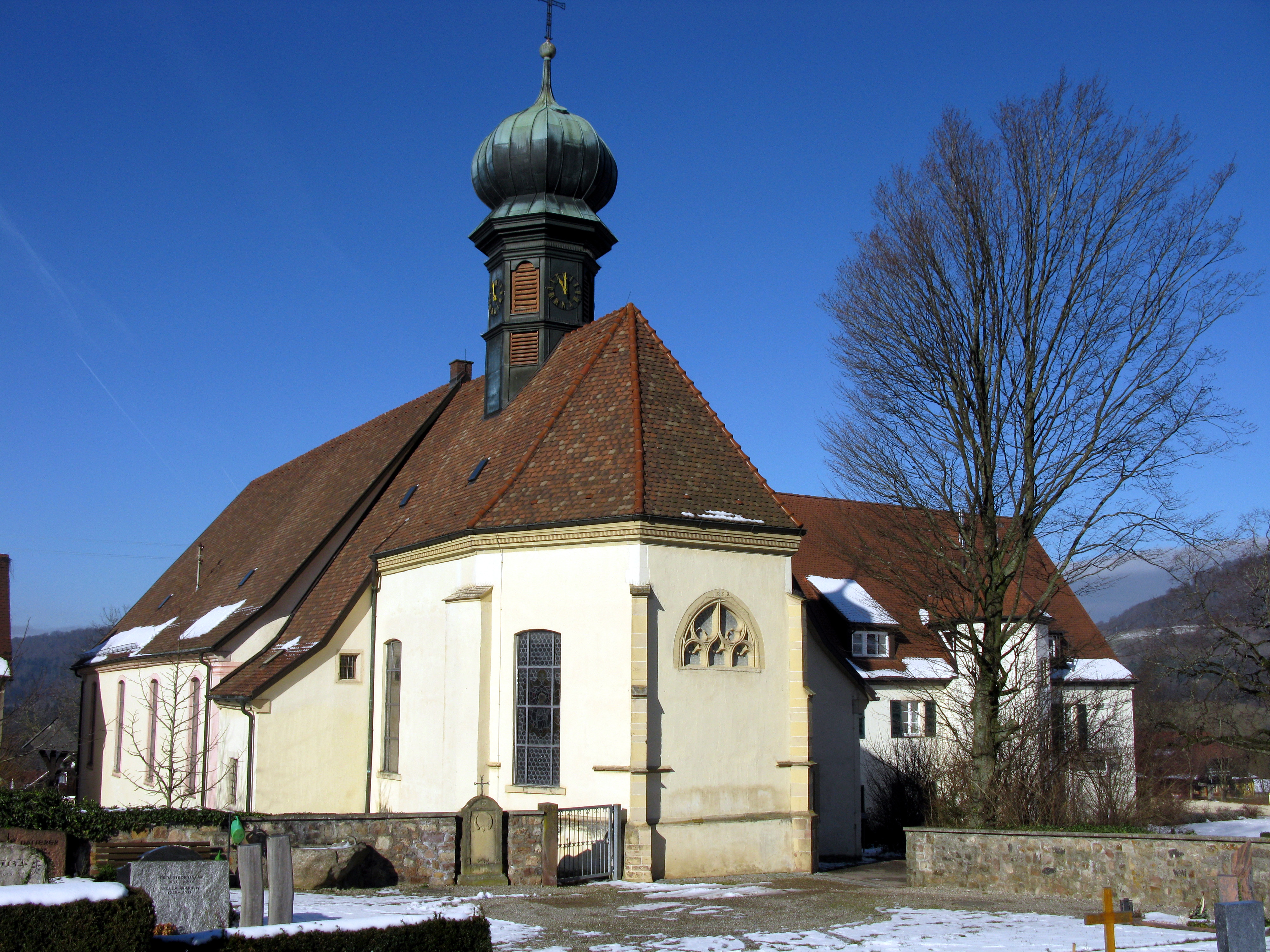
St. Fides und Markus mit Priorat

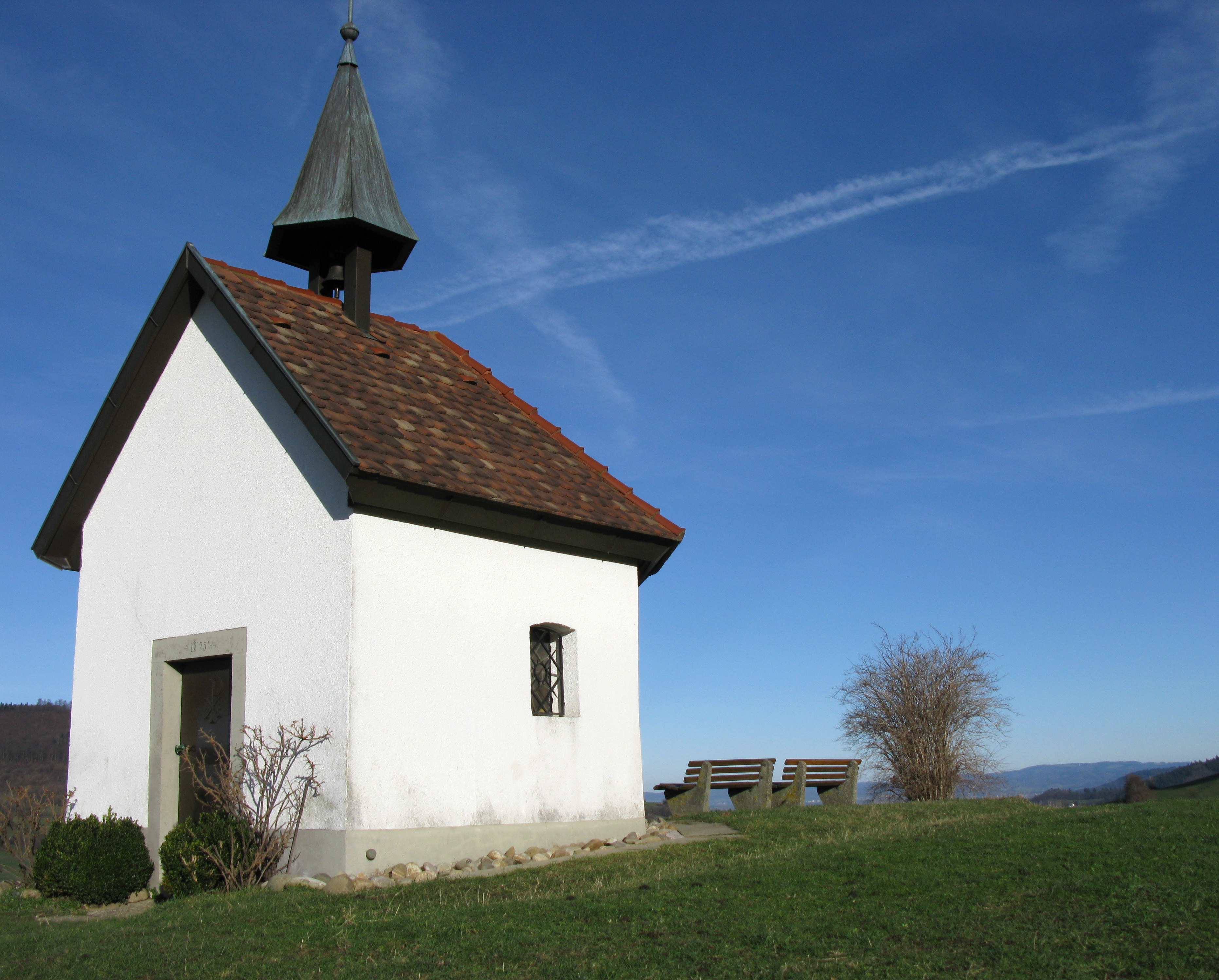
Saalenbergkapelle

### Bauwerke
Von der mittelalterlich-barocken Klosteranlage sind die Kirche St. Fides und Markus, das Priorat und der Verbindungsbau dazwischen erhalten. Im ehemaligen Priorat ist seit 2001 das Verwaltungszentrum des Dorfhelferinnenwerks Sölden e. V. untergebracht.
Auf dem 456 m hohen Saalenberg (auch Salenberg) steht die 1875 gebaute Saalenbergkapelle Zur schmerzhaften Mutter Gottes. Von dort hat man einen guten Blick über das Hexental.

### Freizeit
Der historische Bettlerpfad, ein überregionaler Wanderweg von Merzhausen/Freiburg nach Badenweiler (mehr als 30 km) verläuft auch durch Sölden.

## Wirtschaft und Infrastruktur
Die einst landwirtschaftlich geprägte Gemeinde verfügt heute nur noch über einen landwirtschaftlichen Vollerwerbsbetrieb, sieben Landwirte betreiben die Landwirtschaft im Nebenerwerb. Etwa 400 Einwohner pendeln zu ihrem Arbeitsplatz in Freiburg und Umgebung. Die Gemeinde hat eine Grundschule mit Mehrzweckhalle, Kindergarten und Feuerwehrhaus.
Durch den Ort verläuft die Landesstraße 122, die durch das Hexental führt und Freiburg mit Kirchhofen verbindet. Hier verkehrt auch ein Linienbus der Südbadenbus GmbH (SBG) mit Verbindung nach Freiburg und Bad Krozingen. Für den Radverkehr besteht ein Radweg durch das Hexental entlang der L 122, der von Bollschweil nach Sölden führt und über Wittnau, Au und Merzhausen den FR 7 mit der ca. 8 km entfernten Freiburger Innenstadt verbindet. Der Bau eines zweiten Radweges von Sölden nach Au auf der östlichen Seite wird zum Schutz der Radfahrer gefordert.

## Persönlichkeiten

### Söhne und Töchter der Gemeinde
- Heinrich Gassert (1857–1928), Arzt und Dichter
- Franz Kern (1925–2012), Priester und Heimatforscher

### Bekannte Einwohner
- Hans Heinrich Eggebrecht (1919–1999), Musikwissenschaftler und Lehrstuhlinhaber an der Universität Freiburg
- Tobias Stieler (1981), deutscher Fußballschiedsrichter[10]

### Ehrenbürger
Im Jahr 1963 wurde Franz Kern für seine Verdienste um seine Heimatgemeinde zum Ehrenbürger ernannt.